# Jean Rapp
Jean Rapp conte dell'Impero (Colmar, 27 aprile 1771 – Rheinweiler, 8 novembre 1821) è stato un generale francese del periodo del Primo impero.

## Biografia

### Origini
Nato a Colmar, Jean Rapp porta avanti lunghi studi teologici, ma non sembra avere la vocazione: è grosso, forte, robusto, di temperamento aggressivo. Nel marzo 1788, quindi, preferisce arruolarsi negli chasseur (in francese: cacciatore, fanteria leggera) degli Cevenne. Si arruola all'età di 16 anni nel 10º reggimento degli chasseur à cheval ("cacciatori a cavallo", fanteria leggera a cavallo) e in questo corpo viene nominato brigadiere furiere il 1º gennaio 1791, e maréchal-des-logis (maresciallo d'alloggio) il 16 maggio 1793.

### La Rivoluzione francese
Quando ottiene il grado di sous-lieutenant (sottotenente), il 14 germile del primo anno (3 aprile 1793, ha già combattuto nelle guerre della Rivoluzione francese nell'armata della Mosella (Armée de la Moselle) e in quella del Reno (Armée du Rhin). Inviato all'armata delle Alpi (armée des Alpes), diventa lieutenant (tenente) il 1° vendemmiaio del terzo anno (22 settembre 1794). Ben presto, passa all'armata del Reno. Non tarda a distinguersi per il suo coraggio e la sua foga, anche procurandosi delle ferite, che gli conferiscono una certa aura.
Alla fine del 1796 diventa aiutante di campo di Louis Charles Antoine Desaix, che lo nomina capitano il 29 frimaio del quinto anno (19 dicembre 1796) e lo porta con sé durante la campagna d'Egitto. Da allora, nasce un affetto che non verrà mai meno.

### La campagna d'Egitto
Le nuove battaglie sono fonte, per Jean Rapp, di nuovi successi. Si fa notare durante la battaglia di Sediman, il 7 ottobre 1789, catturando l'artiglieria nemica, il che gli vale la promozione a chef d'escadron (capo squadrone). In seguito, Napoleone Bonaparte lo nomina chef de brigade ("capo di brigata", il colonnello dell'esercito rivoluzionario francese).
Il 3 piovoso del sesto anno (22 gennaio 1798), inviato in ricognizione, marcia sugli avamposti dei Mamelucchi, li mette in fuga, penetra nel villaggio di Samanhout e combatte una battaglia ineguale, nella quale avrebbe finito sicuramente per soccombere, se i carabinier del 21º reggimento della cavalleria leggera non l'avessero prontamente disimpegnato. Gravemente ferito da un colpo di kandjar alla spalla sinistra, torna al Cairo per ricevere le cure necessarie. Promosso al grado di colonnello il 26 piovoso (14 febbraio 1798), Rapp segue il suo generale in Europa.

### Primo Impero francese
Dopo la campagna d'Egitto, sempre nella scia di Desaix, per il quale Rapp ha una vera e propria venerazione, torna in Europa. Durante la battaglia di Marengo, il 14 giugno 1800, Desaix cade colpito a morte. Rapp porta al generale Napoleone Bonaparte le ultime, patriottiche parole di Desaix. Aiutante di campo del vincitore di Offenbourg, lo diviene di colui che conquista l'Italia il 25 pratile dell'ottavo anno (14 giugno 1800).

### Aiutante di campo di Napoleone Bonaparte
Jean Rapp si ritrova aiutante di campo del Primo console (ruolo ricoperto dal 1799) Napoleone Bonaparte. Con tale titolo, è incaricato di molte missioni, in Vandea, in Svizzera e in Belgio.
Incaricato, durante il decimo anno, di una missione importante nei cantoni svizzeri, ordina agli insorti di Berna di sospendere le ostilità, fa evacuare Friburgo, che era stata ottenuta con l'armistizio, e ordina alla dieta di Svitto di accettare la mediazione offerta dal capo del governo francese. Il colonnello Rapp parte per Coira nel mese di brumaio dell'undicesimo anno, fa comparire davanti a sé il piccolo consiglio di questa città e costringe la municipalità a sciogliersi.
Tornato a Parigi, accompagna il primo Console durante il suo viaggio in Belgio, ottiene il grado di Général de brigade (Generale di Brigata) il giorno 11 fruttidoro dell'undicesimo anno (29 agosto 1803). In seguito si porta sulle rive dell'Elba, per farvi costruire delle strutture difensive e per decidere delle misure da adottare in caso di sbarco degli inglesi. Al ritorno in Francia, entrato a far parte della Legion d'onore il 19 frimaio del dodicesimo anno (11 dicembre 1803), diviene comandante (commandeur) il 25 pratile dello stesso anno rivoluzionario (ma del successivo anno gregoriano, il 14 giugno 1804).
Nel mese di germinale del tredicesimo anno, Rapp sposa, per ordine dell'Imperatore, mademoiselle Vanderberg, figlia di un importante industriale, fornitore dell'Impero.

### Austerlitz

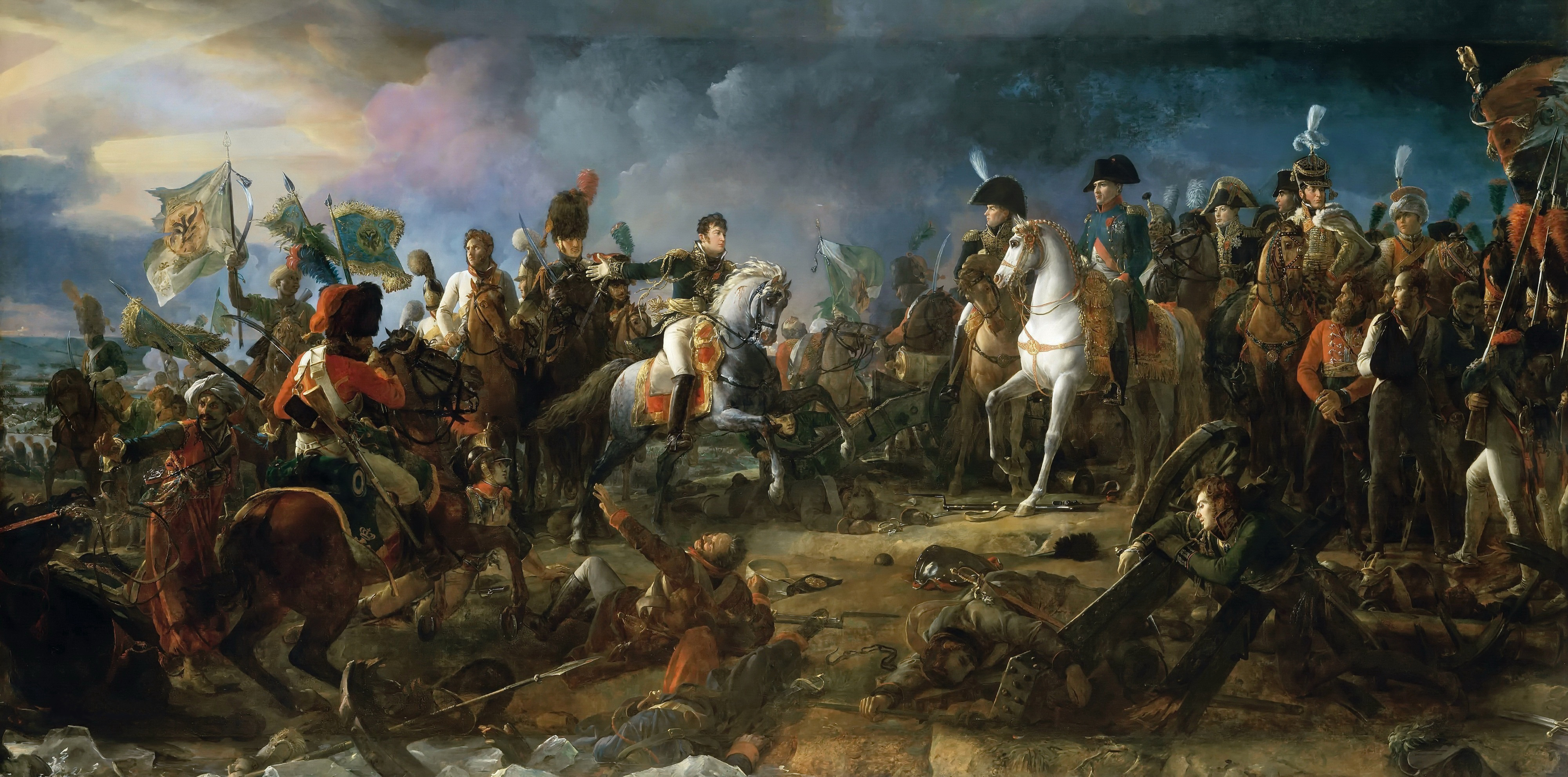
Il generale Rapp informa l'Imperatore della sua carica vittoriosa contro la Guardia imperiale russa, durante la battaglia di Austerlitz

Si distingue sul campo durante la battaglia di Austerlitz. Sulle alture di Pratzen, infatti, è lui a vendicare una sconfitta precedente di un battaglione della quarta linea e del 24º reggimento di cavalleria leggera, caduti nelle mani dei nemici a causa degli ordini sbagliati dei loro capi.
Dà vita a una carica memorabile ad Austerlitz e prende la testa dei Mamelucchi e dei granatieri, circondando gli Chevalier-Garde della Guardia imperiale russa. Porta il disordine nei ranghi nemici, fa prigioniero il principe Repnin, uno dei colonnelli degli Chevalier-garde, e s'impadronisce dell'artiglieria e di tutto ciò che è posseduto dalle truppe nemiche.
Promosso Général de division (Generale di Divisione), la campagna di Prussia e Polonia, nel 1807, gli fornisce numerose occasioni per mettersi in mostra. Incaricato di inseguire le truppe in ritirata dopo la battaglia di Jena, il 14 ottobre 1806, è tra i primi a entrare a Weimar.
A Naziesk, sconfigge la cavalleria del generale russo Kaminskoi. Infine, il 26 dicembre, durante la difficile battaglia di Golomyn, porta avanti ostinatamente una battaglia contro la fanteria nemica, ma ne esce con il braccio sinistro dilaniato da una palla di cannone. Quando ancora non è guarito dalla ferita, rimpiazza il maresciallo François Joseph Lefebvre come governatore di Danzica. Il 23 dicembre viene nominato cavaliere della Corona Ferrea.

### Jean Rapp salva la vita di Napoleone
Per due anni esercita le funzioni di governatore di Danzica; gli abitanti gli consegnano una spada con dei diamanti, e Napoleone, il 1º agosto 1809, lo nomina Conte dell'Impero con una dotazione di 25.000 franchi sul dominio di Hitzacher situato ad Hannover.
La guerra si riaccende, nello stesso anno, nel nord: la Baviera è invasa dagli austriaci. Napoleone accorre per combattere il nemico. L'esercito francese trionfa a Eckmühl, a Ebersberg e si porta rapidamente su Vienna. Mentre Napoleone avanza sulle rive del Danubio, gli austriaci discendono il fiume.
Rapp è sempre in prima linea: a Essling, il 20 maggio 1809, è lui a caricare, alla testa della Guardia imperiale e a ristabilire la situazione.
A Schönbrunn, il 12 ottobre 1809, Rapp riesce a sventare l'assassinio di Napoleone ad opera di Friedrich Staps.
Tornato a Parigi nel 1810, all'epoca del divorzio di Napoleone da Giuseppina, Rapp non ha paura a biasimare la condotta dell'Imperatore e riceve, in cambio della sua franchezza, l'ordine di tornare a Danzica. Nonostante questo, viene nominato Grand'ufficiale della Legion d'onore il 30 giugno 1811. Dà ancora prova della sua sincerità all'Imperatore, criticando la spedizione prevista al di là del fiume Nemunas, che teme possa avere conseguenze funeste.
Le truppe francesi marciano sul Nemunas, lo superano, sconfiggono i russi a Astroŭna, a Smolensk, e arrivano sulla Moscova, dove l'esercito nemico raccoglie gran parte delle proprie truppe (stimate in 130.000 uomini). Viene ferito da quattro palle di cannone durante la battaglia di Borodino (5-7 settembre 1812).
Salva ancora una volta la vita dell'Imperatore respingendo un attacco dei cosacchi a Gorodnia. Viene di nuovo ferito durante la battaglia della Beresina, combattendo in retroguardia al fianco di Michel Ney. Anche grazie a lui, l'artiglieria francese, in quell'occasione, riesce a salvarsi. Anche in questa battaglia viene ferito.
Napoleone, in seguito, lo invia a prendere il comando delle truppe a Danzica, dove dovrà resistere a un assedio dal 12 gennaio 1813 al 29 novembre dello stesso anno quando, infine, deve capitolare. La strenua resistenza con cui i francesi si opposero ai russi è descritta nelle Memorie del generale Rapp, ajutante di campo di Napoleone, scritte da lui medesimo; tra le altre cose, in questa testimonianza appare evidente come fino all'ultimo gli assediati sperassero in un intervento di Napoleone, che potesse volgere al meglio la situazione.
L'Imperatore ricompensa la devozione di Rapp nominandolo comandante in capo del X Corpo d'armata il 12 marzo seguente, e consegnandogli la grand-croix de la Réunion il 3 aprile.
Il generale avrebbe potuto resistere alle forze riunite dei russi, comandate dal principe Alessandro Federico di Württemberg, se la fame, un'epidemia e l'inverno non avessero decimato due terzi dell'esercito.
Il 27 novembre firma un trattato di resa che gli consente di riportare in Francia il X Corpo con l'artiglieria, le armi e le dotazioni varie. Tutti gli alleati erano usciti da Danzica, quando Rapp apprende che l'imperatore Alessandro ha rifiutato di ratificare la resa e che la guarnigione sarebbe stata condotta in Russia, fino allo scambio definitivo. Rapp protesta con energia, ma è costretto a sottomettersi.
A Kiev, in Ucraina, viene a sapere degli eventi del 1814. Torna a Parigi nel mese di luglio e viene accolto favorevolmente da Luigi XVIII. Il 3 agosto diviene cavaliere dell'Ordine di San Luigi; il 23 agosto ottiene la gran fascia della Legion d'onore.

### I Cento Giorni
Dopo aver superato una certa ritrosia a tornare fedele a Napoleone durante i Cento Giorni, Jean Rapp è eletto deputato dell'Alto Reno. Nel marzo 1815, Rapp torna sotto l'egida del suo vecchio sovrano, che il 16 aprile lo nomina comandante in capo dell'armata del Reno, e Pari di Francia il 2 giugno successivo. L'esercito del quale prende il comando deve difendere, assieme ai corpi dell'Alto Reno e della Mosella, i Vosgi, da Belfort fino a Bitche.
La sconfitta di Waterloo rende inutili i suoi sforzi. Quando i soldati vengono a sapere della sconfitta dell'esercito del nord, e dell'abdicazione di Napoleone, vengono fortemente demoralizzati.

### La Restaurazione
Dopo Waterloo, Rapp è tenuto al margine per qualche tempo, per aver resistito agli assalti nemici nel luglio 1815.
Dopo la rimozione, il generale Rapp si ritira nel Canton Argovia dove, nel 1816, acquisisce il castello di Wildenstein. Terminato il timore di ritorsioni, torna a Parigi nel 1817. Un'ordinanza reale del 22 luglio 1818 lo reintegra. Nel 1819 diviene tesoriere del re. Nominato Pari di Francia da Luigi XVIII il 5 marzo dello stesso anno, diviene, qualche tempo dopo, primo ciambellano e maître de la garde-robe nel 1820.
Jean Rapp muore l'8 novembre a Rheinweiler, per un tumore allo stomaco.

## Onorificenze

### Onorificenze estere
- Il suo nome è tra quelli dei 558 ufficiali il cui nome è stato inciso sull'Arco di Trionfo di Parigi.